# Strömungsmaschinenwerk Dresden (Gebäude)
Das ehemalige Strömungsmaschinenwerk ist ein denkmalgeschütztes Gebäude im Dresdner Stadtteil Albertstadt, zusammen mit der nahebei langgestreckten, freistehenden Großmontagehalle.

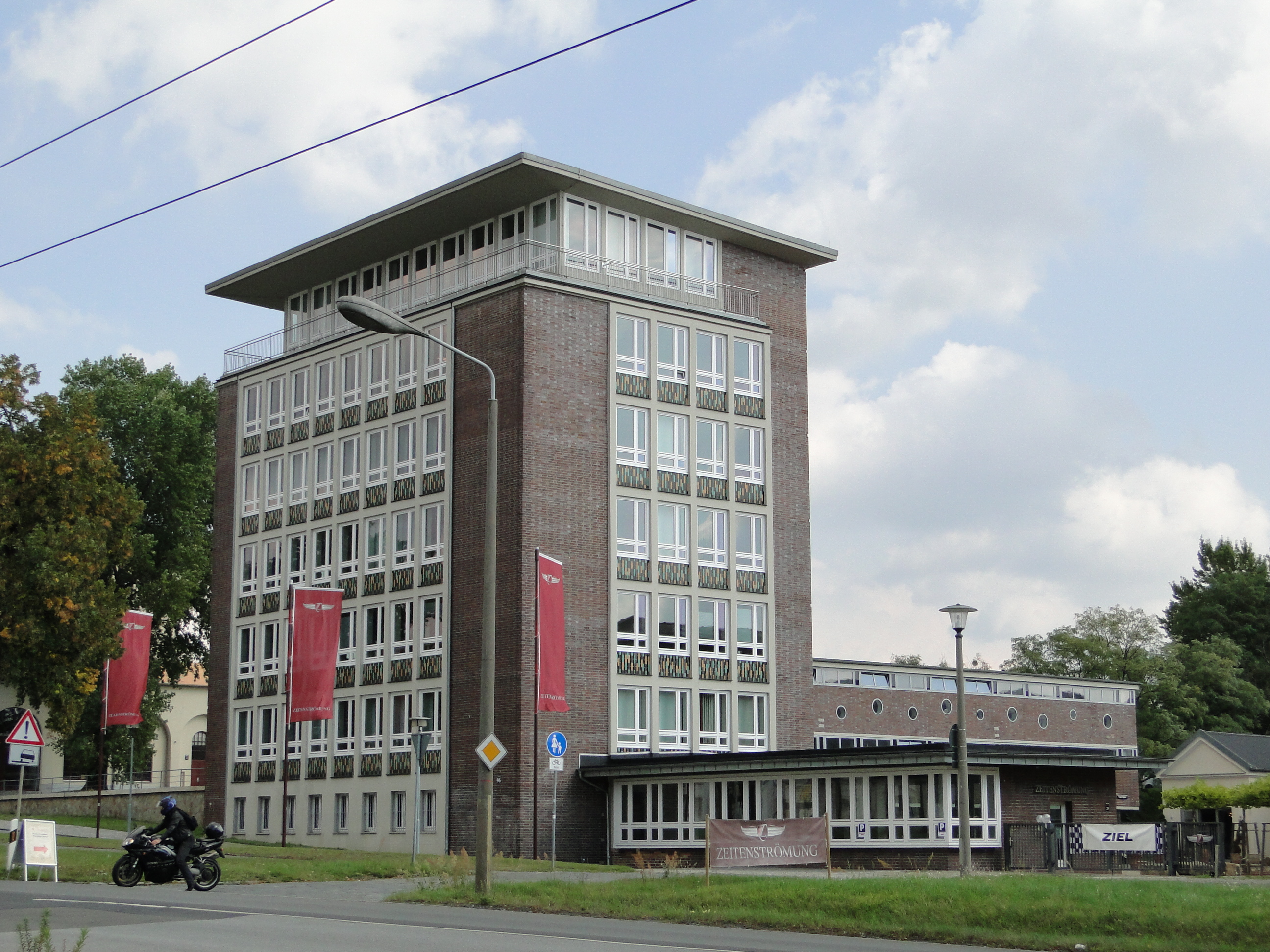
Verwaltungsbau

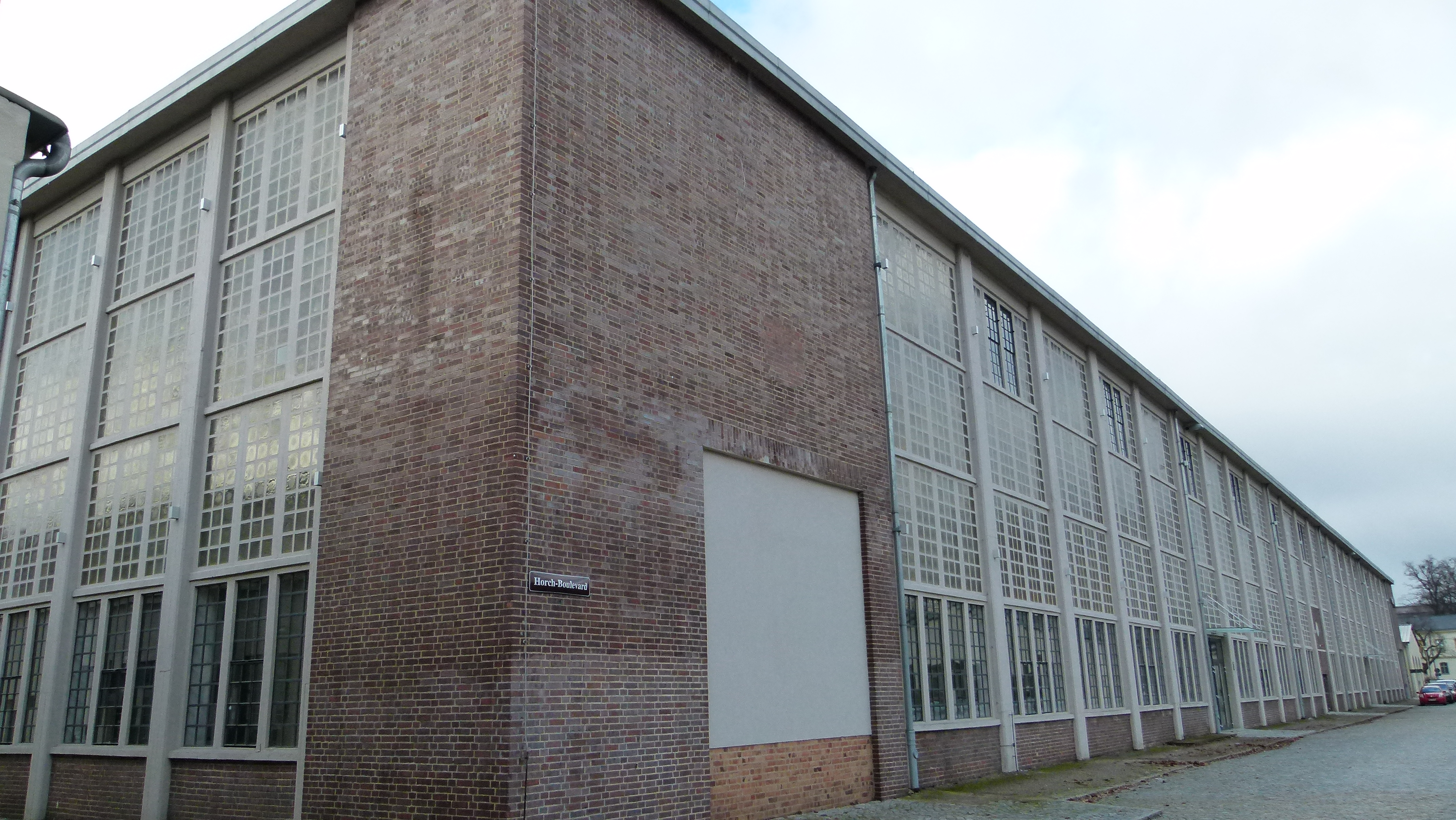
Großmontagehalle

## Beschreibung
Das an der Königsbrücker Straße 96 gelegene moderne Verwaltungsgebäude einer ausgedehnten Fabrikanlage wurde 1956/57 von Axel Magdeburg errichtet. Der monolithische sechsgeschossige Stahlbetonskelettbau erhielt eine Rasterfassade („vertikale Fensterbänder“) mit farbigen Keramikbrüstungsfeldern. Das Gebäude ist allseitig mit Klinkern verkleidet und hat als oberen Abschluss ein Flugdach.
Bemerkenswert ist der Bau insbesondere aufgrund seiner für die Entstehungszeit in der DDR untypischen Modernität ohne stalinistische Reminiszenzen.
Die zu dem Verwaltungsbau gehörende Montagehalle stammt von 1952–1953, sie ergänzt das technische Denkmal.